# OxygenOS
OxygenOS (en chino: 氧OS; en pinyin: yǎng OS) es un sistema operativo móvil alternativo basado en Android, desarrollado por el fabricante chino de teléfonos inteligentes OnePlus exclusivamente para sus teléfonos inteligentes. También hay otra versión del sistema operativo diseñada específicamente para el mercado de electrónica de consumo llamada HydrogenOS.
En una entrevista publicada el 3 de septiembre de 2016, XDA Developers reveló que OnePlus estaba "Fusionando activamente ambas plataformas (OxygenOS e HydrogenOS) en un solo sistema operativo".

## Características

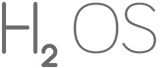
Logo de HydrogenOS

Las características notables de la versión 2.0 y 2.1.1 incluyen permisos de aplicaciones, Waves MaxxAudio, teclado SwiftKey, gestos en el aire, soporte RAW para aplicaciones de terceros, como Camera FV-5 2.75.
El 14 de junio de 2016, OnePlus lanzó OxygenOS 3.0. Es una versión de Android con pocas modificaciones (conocido como AOSP), ajustes internos, como Gestures, Shelf y un modo oscuro de OnePlus.
El 31 de diciembre de 2016, se lanzó OxygenOS 4.0.0 basado en Android Nougat.
En enero de 2018, OnePlus lanzó al público OxygenOS 5.0.3 basado en Android Oreo mediante descarga OTA. En mayo de ese mismo año, se lanzó OnePlus 6.0 con OxygenOS basado en Android Oreo 8.1.
El 29 de octubre de 2018, OnePlus lanzó el OnePlus 6T con OxygenOS 9.0 basado en Android Pie .
En diciembre de 2018, OnePlus lanzó al público OxygenOS 9.0.1 basado en Android Pie para el OnePlus 5/5T mediante descarga OTA.

### Problemas de privacidad
En octubre de 2017, un investigador de seguridad descubrió que un servicio del sistema OxygenOS llamado "DeviceManagerService" recopilaba datos confidenciales y los enviaba a los servidores de OnePlus. El servicio recopilaba; el número de serie del dispositivo, el número de teléfono, el IMEI y las conexiones de red (Wi-Fi). Los usuarios pueden desinstalar el servicio del sistema a través de ADB. Más tarde, OnePlus lanzó una declaración sobre la recopilación de datos y análisis, alegando que los datos solo se usan para "mejorar y optimizar el sistema, no se comparten con terceros y los usuarios pueden deshabilitarlo en la configuración del sistema". OnePlus también dice que están revisando el mecanismo de análisis de datos y que ya no recopilarán ciertos datos.

## Historia
En 2014, OnePlus prometió una experiencia "cercana al stock, libre de bloatware y altamente personalizable". Unos meses realizaron un concurso de "Nombra la ROM" en busca de un nombre. El 30 de enero de 2015, OnePlus anunció oficialmente los nombres OxygenOS e HydrogenOS. El ganador de ese concurso, @Midifire de Bélgica, fue trasladado a su sede en Shenzhen, donde conoció al equipo, junto con su CEO, Pete Lau.